# Omar Kamal
Omar Kamal Sayed Abdel Wahed, noto semplicemente come Omar Kamal (in arabo عمر كمال‎?; Il Cairo, 29 settembre 1993), è un calciatore egiziano, difensore dell'Al-Ahly e della nazionale egiziana.

## Caratteristiche tecniche
È un terzino destro.

## Carriera

### Club
Esordisce tra i professionisti il 23 maggio 2013 con la maglia dell'El-Shorta in occasione dell'incontro di campionato perso 2-0 contro l'El Dakhleya. L'11 gennaio 2024 si trasferisce all'Al-Ahly a titolo definitivo, firmando un accordo valido fino al 2027.

### Nazionale
Dopo aver preso parte con la nazionale egiziana alla Coppa araba FIFA 2021, il 29 dicembre 2021 viene incluso dal CT Carlos Queiroz nella lista definitiva dei 25 convocati per la fase finale della Coppa d'Africa 2021, dove l'Egitto viene sconfitto in finale dal Senegal ai calci di rigore.
Il 30 dicembre 2023 viene incluso dal CT Rui Vitória nella rosa dei 27 convocati per la fase finale della Coppa d'Africa 2023, disputata in Costa d'Avorio. L'Egitto verrà eliminato agli ottavi di finale dalla RD del Congo ai calci di rigore.

## Statistiche

### Presenze e reti nei club
Statistiche aggiornate al 24 giugno 2025.
| Stagione         | Squadra          | Campionato       | Campionato | Campionato | Coppe nazionali | Coppe nazionali | Coppe nazionali | Coppe continentali | Coppe continentali | Coppe continentali | Altre coppe  | Altre coppe | Altre coppe | Totale | Totale | Totale |
| Stagione         | Squadra          | Comp             | Pres       | Reti       | Comp            | Pres            | Reti            | Comp               | Pres               | Reti               | Comp         | Pres        | Reti        | Pres   | Reti   |        |
| ---------------- | ---------------- | ---------------- | ---------- | ---------- | --------------- | --------------- | --------------- | ------------------ | ------------------ | ------------------ | ------------ | ----------- | ----------- | ------ | ------ | ------ |
| 2012-2013        | El-Shorta        | PL               | 1          | 0          | CE              | 0               | 0               | -                  | -                  | -                  | -            | -           | -           | 1      | 0      |        |
| 2013-2014        | El-Shorta        | PL               | 1          | 0          | CE              | 0               | 0               | -                  | -                  | -                  | -            | -           | -           | 1      | 0      |        |
| 2014-2015        | El-Shorta        | PL               | 15         | 2          | CE              | 2               | 0               | -                  | -                  | -                  | -            | -           | -           | 17     | 2      |        |
| 2015-2016        | El-Shorta        | PL               | 26         | 2          | CE              | 2               | 3               | -                  | -                  | -                  | -            | -           | -           | 28     | 5      |        |
| Totale El-Shorta | Totale El-Shorta | Totale El-Shorta | 43         | 4          |                 | 4               | 3               |                    | -                  | -                  |              | -           | -           | 47     | 7      |        |
| 2017-gen. 2018   | Al-Masry         | PL               | 4          | 0          | CE              | 0               | 0               | -                  | -                  | -                  | -            | -           | -           | 4      | 0      |        |
| gen.-giu. 2018   | Pyramids         | PL               | 13         | 2          | CE              | 2               | 1               | -                  | -                  | -                  | -            | -           | -           | 13     | 2      |        |
| 2018-2019        | Al-Masry         | PL               | 10         | 0          | CE              | 0               | 0               | -                  | -                  | -                  | -            | -           | -           | 10     | 0      |        |
| 2019-2020        | Al-Masry         | PL               | 27         | 3          | CE              | 2               | 0               | CC                 | 10                 | 0                  | -            | -           | -           | 39     | 3      |        |
| 2020-2021        | Al-Masry         | PL               | 32         | 13         | CE              | 3               | 1               | -                  | -                  | -                  | -            | -           | -           | 35     | 14     |        |
| Totale Al-Masry  | Totale Al-Masry  | Totale Al-Masry  | 73         | 16         |                 | 5               | 1               |                    | 10                 | 0                  |              | -           | -           | 88     | 17     |        |
| 2021-2022        | Future           | PL               | 29         | 3          | CE+CdL          | 0+2             | 0               | -                  | -                  | -                  | -            | -           | -           | 31     | 3      |        |
| 2022-2023        | Future           | PL               | 19         | 3          | CE+CdL          | 1+0             | 0               | CC                 | 7                  | 1                  | -            | -           | -           | 27     | 4      |        |
| 2023-gen. 2024   | Future           | PL               | 7          | 2          | CE+CdL          | 0+0             | 0               | CC                 | 5                  | 1                  | SE           | 0           | 0           | 12     | 3      |        |
| Totale Future    | Totale Future    | Totale Future    | 55         | 8          |                 | 3               | 0               |                    | 12                 | 2                  |              | 0           | 0           | 70     | 10     |        |
| gen.-giu. 2024   | Al-Ahly          | PL               | 21         | 4          | CE+CE           | 1+1             | 0               | CCL                | 0                  | 0                  | -            | -           | -           | 23     | 4      |        |
| 2024-2025        | Al-Ahly          | PL               | 8          | 0          | CE+CdL          | 0+0             | 0               | CCL                | 3                  | 0                  | SE+SA+CI+Cmc | 2+1+2+1     | 0           | 17     | 0      |        |
| Totale Al-Ahly   | Totale Al-Ahly   | Totale Al-Ahly   | 29         | 4          |                 | 2               | 0               |                    | 3                  | 0                  |              | 6           | 0           | 40     | 4      |        |
| Totale carriera  | Totale carriera  | Totale carriera  | 213        | 34         |                 | 16              | 5               |                    | 25                 | 2                  |              | 6           | 0           | 260    | 41     |        |

### Cronologia presenze e reti in nazionale
| Cronologia completa delle presenze e delle reti in nazionale ― Egitto | Cronologia completa delle presenze e delle reti in nazionale ― Egitto | Cronologia completa delle presenze e delle reti in nazionale ― Egitto | Cronologia completa delle presenze e delle reti in nazionale ― Egitto | Cronologia completa delle presenze e delle reti in nazionale ― Egitto | Cronologia completa delle presenze e delle reti in nazionale ― Egitto | Cronologia completa delle presenze e delle reti in nazionale ― Egitto | Cronologia completa delle presenze e delle reti in nazionale ― Egitto |
| Data                                                                  | Città                                                                 | In casa                                                               | Risultato                                                             | Ospiti                                                                | Competizione                                                          | Reti                                                                  | Note                                                                  |
| --------------------------------------------------------------------- | --------------------------------------------------------------------- | --------------------------------------------------------------------- | --------------------------------------------------------------------- | --------------------------------------------------------------------- | --------------------------------------------------------------------- | --------------------------------------------------------------------- | --------------------------------------------------------------------- |
| 1-12-2021                                                             | Doha                                                                  | Egitto                                                                | 1 – 0                                                                 | Libano                                                                | Coppa araba FIFA 2021 - 1º turno                                      | -                                                                     | 84’                                                                   |
| 4-12-2021                                                             | Doha                                                                  | Sudan                                                                 | 0 – 5                                                                 | Egitto                                                                | Coppa araba FIFA 2021 - 1º turno                                      | -                                                                     |                                                                       |
| 7-12-2021                                                             | Al Wakrah                                                             | Algeria                                                               | 1 – 1                                                                 | Egitto                                                                | Coppa araba FIFA 2021 - 1º turno                                      | -                                                                     | 83’                                                                   |
| 11-12-2021                                                            | Al Wakrah                                                             | Egitto                                                                | 3 – 1 dts                                                             | Giordania                                                             | Coppa araba FIFA 2021 - Quarti di finale                              | -                                                                     | 106’                                                                  |
| 18-12-2021                                                            | Doha                                                                  | Egitto                                                                | 0 – 0 dts (4 – 5 dtr)                                                 | Qatar                                                                 | Coppa araba FIFA 2021 - Finale 3º posto                               | -                                                                     | 109’                                                                  |
| 15-1-2022                                                             | Garoua                                                                | Guinea-Bissau                                                         | 0 – 1                                                                 | Egitto                                                                | Coppa d'Africa 2021 - 1º turno                                        | -                                                                     |                                                                       |
| 19-1-2022                                                             | Yaoundé                                                               | Egitto                                                                | 1 – 0                                                                 | Sudan                                                                 | Coppa d'Africa 2021 - 1º turno                                        | -                                                                     |                                                                       |
| 26-1-2022                                                             | Douala                                                                | Costa d'Avorio                                                        | 0 – 0 dts (4 – 5 dtr)                                                 | Egitto                                                                | Coppa d'Africa 2021 - Ottavi di finale                                | -                                                                     |                                                                       |
| 30-1-2022                                                             | Yaoundé                                                               | Egitto                                                                | 2 – 1 dts                                                             | Marocco                                                               | Coppa d'Africa 2021 - Quarti di finale                                | -                                                                     | 25’                                                                   |
| 3-2-2022                                                              | Yaoundé                                                               | Camerun                                                               | 0 – 0 dts (1 – 3 dtr)                                                 | Egitto                                                                | Coppa d'Africa 2021 - Semifinale                                      | -                                                                     | 85’                                                                   |
| 9-6-2022                                                              | Lilongwe                                                              | Etiopia                                                               | 2 – 0                                                                 | Egitto                                                                | Qual. Coppa d'Africa 2023                                             | -                                                                     | 41’ 75’                                                               |
| 14-6-2022                                                             | Seul                                                                  | Corea del Sud                                                         | 4 – 1                                                                 | Egitto                                                                | Amichevole                                                            | -                                                                     |                                                                       |
| 12-9-2023                                                             | Il Cairo                                                              | Egitto                                                                | 1 – 3                                                                 | Tunisia                                                               | Amichevole                                                            | 1                                                                     | 76’                                                                   |
| 12-10-2023                                                            | al-'Ayn                                                               | Egitto                                                                | 1 – 0                                                                 | Zambia                                                                | Amichevole                                                            | -                                                                     | 78’                                                                   |
| 16-10-2023                                                            | al-ʿAyn                                                               | Egitto                                                                | 1 – 1                                                                 | Algeria                                                               | Amichevole                                                            | -                                                                     | 34’                                                                   |
| 16-11-2023                                                            | Il Cairo                                                              | Egitto                                                                | 6 – 0                                                                 | Gibuti                                                                | Qual. Mondiali 2026                                                   | -                                                                     |                                                                       |
| 19-11-2023                                                            | Monrovia                                                              | Sierra Leone                                                          | 0 – 2                                                                 | Egitto                                                                | Qual. Mondiali 2026                                                   | -                                                                     | 87’                                                                   |
| 7-1-2024                                                              | Il Cairo                                                              | Egitto                                                                | 2 – 0                                                                 | Tanzania                                                              | Amichevole                                                            | -                                                                     | 78’                                                                   |
| 14-1-2024                                                             | Abidjan                                                               | Egitto                                                                | 2 – 2                                                                 | Mozambico                                                             | Coppa d'Africa 2023 - 1º turno                                        | -                                                                     | 66’                                                                   |
| 18-1-2024                                                             | Abidjan                                                               | Egitto                                                                | 2 – 2                                                                 | Ghana                                                                 | Coppa d'Africa 2023 - 1º turno                                        | -                                                                     |                                                                       |
| 28-1-2024                                                             | San-Pédro                                                             | Egitto                                                                | 1 – 1 dts (7 - 8 dtr)                                                 | RD del Congo                                                          | Coppa d'Africa 2023 - Ottavi di finale                                | -                                                                     | 100’                                                                  |
| 6-6-2024                                                              | Il Cairo                                                              | Egitto                                                                | 2 – 1                                                                 | Burkina Faso                                                          | Qual. Mondiali 2026                                                   | -                                                                     | 72’                                                                   |
| 19-11-2024                                                            | Il Cairo                                                              | Egitto                                                                | 1 – 1                                                                 | Botswana                                                              | Qual. Coppa d'Africa 2025                                             | -                                                                     | 85’                                                                   |
| Totale                                                                |                                                                       | Presenze                                                              | 23                                                                    |                                                                       | Reti                                                                  | 1                                                                     |                                                                       |

## Palmarès

### Club

#### Competizioni nazionali
- Coppa di Lega egiziana: 1

Future: 2021-2022
- Coppa d'Egitto: 1

Al-Ahly: 2022-2023
- Campionato egiziano: 2

Al-Ahly: 2023-2024, 2024-2025
- Supercoppa d'Egitto: 1

Al-Ahly: 2024

#### Competizioni internazionali
- CAF Champions League: 1

Al-Ahly: 2023-2024
- Coppa Intercontinentale FIFA - Coppa Africa-Asia-Pacifico: 1

Al-Ahy: 2024